# Aleksander Urban
Aleksander Urban (ur. 12 kwietnia 1919, zm. 18 stycznia 2016) – polski lekkoatleta, specjalizujący się w biegach średniodystansowych i długodystansowych.

## Osiągnięcia
- Mistrzostwa Polski seniorów w lekkoatletyce
  - Łódź 1945 – srebrny medal w biegu na 1500 metrów, brązowy medal w biegu na 5000 m
  - Kraków 1946 – brązowy medal w biegu na 5000 m
  - Gdańsk 1947 – srebrny medal w sztafecie 3 × 1000 m